# Łubiec
Ne doit pas être confondu avec le village de Lubiec de la voïvodie de Łódź.
Łubiec [ˈwubjɛt͡s] est un village polonais, situé dans la Powiat de Varsovie-ouest et dans la voïvodie de Mazovie dans le centre-est de la Pologne.
Il se situe à environ 4 kilomètres au nord de Leszno, 16 kilomètres au nord-ouest d'Ożarów Mazowiecki (chef-lieu) et à 29 kilomètres à l'ouest de Varsovie.
Le village a une population de 176 habitants en 2000.